# Dentin-adhäsive Befestigung
Eine dentin-adhäsive Befestigung ist ein Behandlungsverfahren in der Zahnmedizin zur Befestigung von Füllungsmaterial oder Zahnersatz am Zahn. Dabei wird die Dentinoberfläche einer Kavität (Hohlraum) chemisch vorbehandelt, indem dünnflüssige Dentinhaftvermittler in die Oberflächenstrukturen eindringen können und nach chemischer Aushärtung einen mikromechanischen Verbund zwischen Dentin und der Kompositfüllung (Kunststofffüllung) eingehen. Dadurch kann auf makromechanische Retentionen verzichtet werden, die einen größeren Zahnsubstanzverlust nach sich ziehen.

## Durchführung
Die adhäsive Befestigung einer Restauration am Dentin erfolgt in vier Arbeitsschritten:

### Konditionierung
Die Dentinoberfläche wird mit 35%iger Phosphorsäure 15 Sekunden lang angeätzt. Bei Milchzähnen wird die Anätzdauer halbiert. Danach wird die Säure etwa 30 Sekunden lang mit dem Luft-Wasser-Spray abgespült, wodurch die gelöste Hartsubstanz und der sogenannte Smear layer (englisch Schmierschicht) entfernt wird. Zurück bleibt das von den Mineralstoffen befreite Dentin. Die verbleibenden Strukturen aus Kollagenfasern und die vom Smear layer gereinigten Poren der Dentintubuli bilden die Voraussetzung für den mikromechanischen Verbund.

### Priming
Durch das Auftragen eines Primers (englisch Grundierung) wird das Dentin und das Kollagenfasernetzwerk für die Aufnahme der hydrophoben Monomere vorbereitet. Ausreichend Oberflächenfeuchtigkeit des Dentins ist notwendig, damit das Kollagenfasernetzwerk nicht zusammenfällt und vom Monomer durchdrungen werden kann.

#### Säure-Ätztechnik
Im Gegensatz zum Dentin genügt beim Zahnschmelz der Ätzvorgang (Säure-Ätztechnik), um Mikroretentionen in der Schmelzstruktur zu schaffen. Durch das Aufbringen eines niedrig viskosen Kunststoffes (Bonding) entsteht eine gute mechanische Haftung, die die Randdichte einer Restauration garantiert.

### Aufbringen des Adhäsivs
Das Monomer wird aufgetragen und durchdringt das Kollagenfasernetzwerk bis in die Dentinkanälchen. Die entstandene Hybridschicht wird durch lichtinduzierte Polymerisation ausgehärtet. Diese Polymerschicht ist nun mikromechanisch über Tags (englisch Zapfen) in den Tubuli und im durchdrungenen Kollagenfasernetzwerk verankert.

### Applikation des Komposits
Anschließend erfolgt die chemische Anbindung an die eigentliche Kunststofffüllung durch Auftragen einer maximal 1 mm dünnen Schicht Flow (englisch dünn fließendes Komposit), das die Hybridschicht verstärkt. Diese wird ebenfalls durch lichtinduzierte Polymerisation ausgehärtet.

## Anwendungen
Die Dentin-Adhäsiv-Technik wird auch in der Prothetik zur Befestigung von Kronen aus Lava-Zirkon, Empress-Keramik oder anderen Keramiken, z. B. Cerec eingesetzt.